# Alice Hoffmann
Alice Hoffmann (Coblença, 16 de setembro de 1951) é uma atriz alemã.
Hoffman vive em Mainz-Mombach Ela tem três filhos, a filha mais velha vem do casamento com o escritor Gerhard Bungert, filho Pablo Ben-Yakov também é ator.